# Mogwai Young Team
Mogwai Young Team  también conocido simplemente como Young Team es el primer álbum de estudio y álbum debut de la banda británica de rock: Mogwai. Lanzado en octubre de 1997.
Es uno de los álbumes más conocidos de Mogwai pero a la vez uno de los más infravalorados del grupo a pesar de ser su álbum debut, a pesar de haber tenido un éxito y un reconocimiento de forma independiente, se cree que en un futuro se le puede considerar como material de culto, aunque algunos seguidores de culto ya lo consideran como un clásico del post-rock.
Se le considera uno de los álbumes de Mogwai más oscuros musicalmente, tanto su composición como su temática musical.
La portada del álbum está basada en un edificio de la ex-compañía bancaria japonesa: "Fuji Bank", la portada del álbum es del edificio bancario japonés de la misma empresa llamada: Mizuho Financial Group.

## Sonido
Mogwai Young Team ha sido un álbum que ha influido a distintos grupos y músicos del post-rock pero el sonido del álbum predominadamente se enfoca en el post-rock, pero algunas personas han catalogado el álbum igual como art rock, noise rock, rock instrumental y rock experimental.

## Lista de canciones
Todas las canciones escritas y compuestas por Mogwai. 
| Mogwai Young Team |                                          |          |  |
| N.º               | Título                                   | Duración |  |
| 1.                | «Yes! I Am a Long Way from Home»         | 05:57    |  |
| 2.                | «Like Herod»                             | 11:41    |  |
| 3.                | «Katrien»                                | 05:24    |  |
| 4.                | «Radar Maker»                            | 01:35    |  |
| 5.                | «Tracy»                                  | 07:19    |  |
| 6.                | «Summer (Priority Version)»              | 03:28    |  |
| 7.                | «With Portfolio»                         | 03:10    |  |
| 8.                | «R U Still in 2 It»                      | 07:20    |  |
| 9.                | «A Cheery Wave from Stranded Youngsters» | 02:18    |  |
| 10.               | «Mogwai Fear Satan»                      | 16:19    |  |
| 1:04:31           |                                          |          |  |

## Personal
- Stuart Braithwaite - guitarra, glockenspiel
- Dominic Aitchison - bajo
- Martin Bulloch - batería
- John Cummings - guitarra
- Brendan O'Hare - piano, guitarra

### Personal adicional
- Aidan Moffat - vocal (en el sencillo "R U Still in 2 It")
- Barry Burns - monólogo y backmasking (en el sencillo "Yes! I Am a Long Way from Home")
- Mari Myern - monólogo (en el sencillo "Yes! I Am a Long Way from Home")
- Shona Brown - flauta (en el sencillo "Mogwai Fear Satan")
- Paul Savage - producción
- Andy Miller - producción
- Brendan O'Hare - fotografía de la portada del álbum
- Neale Smith - fotografía
- Keith Cameron - notas adicionales (reedición del 2008 únicamente)